# Heuberg (Allgäuer Alpen)
Der Heuberg ist ein 1795 m ü. A. hoher Nebengipfel des Walmendinger Horns im Kleinwalsertal in Österreich.

## Lage und Umgebung
Der Heuberg gehört zu den Allgäuer Alpen. Hier findet er sich im Kleinwalsertal etwa 1,3 km nordwestlich des Walmendinger Horn. Mit dem Walmendinger Horn ist der Heuberg über den gleichnamigen „Heuberggrat“ verbunden. Nach Nordwesten fällt der Berggrat zum Tal des Schwarzwasserbachs hin ab. Auf der Südostseite liegt das Tal der Breitach.

## Wandern
Über den gleichnamigen Berggrat führt der unbeschilderte, inoffizielle Wanderpfad „Heuberggrat“. Für die alpine Bergwanderstrecke sind Erfahrung im alpinen Gelände, Tritt- und Schwindelfreiheit sowie entsprechende Ausrüstung (wie zum Beispiel feste Bergwanderschuhe und Teleskopwanderstöcke) erforderlich.
Die offizielle Touristikseite des Kleinwalsertals empfiehlt für den Aufstieg von Norden bzw. Nordosten her zum Walmendinger Horn nicht den schroffen, teilweise ausgesetzten Heuberggrat, sondern einen ausgeschilderten, mittelschweren Bergwanderweg über die Untere und Ober Walmendinger Alpe. Diese Strecke verläuft nördlich, parallel zum Heuberggrat in Hanglage.

## Rettungseinsatz
Am 7. Juni 2022 erfolgte am Heuberggrat ein Großeinsatz der Bergrettung. Die umfangreiche Rettungsaktion erzeugte ein überregionales Medienecho. Insgesamt mussten 99 Schüler und 8 Lehrer bzw. Begleitpersonen mit Hubschraubern aus Bergnot gerettet werden. Es wurde keine Person ernsthaft verletzt.
Die Lehrer hatten sich vorab über die Tour auf einem Internetblog informiert. Diese Informationen wurden wohl teilweise falsch interpretiert. Unter anderem wurde in der Tourenbeschreibung das Wort „Feierabendrunde“ genannt. Dieser Begriff in der Tourenbeschreibung bezog sich allerdings auf die Schwierigkeit der Tour aus Sicht erfahrener Bergwanderer und nicht in Bezug auf Anfänger. Laut Auskunft der Bergrettung ist die Tour über den Heuberg für erfahrene Einheimische durchaus eine Art „Feierabendrunde“.
Zitat eines örtlichen Bergretters: „Für uns, die viel in die Berge gehen, ist das schon auch eine Feierabendrunde, das kann man schon so sagen, dass man da kurz hochspringen kann“.
Die Vorgeschichte des Rettungseinsatzes löste in den Medien eine Diskussion zur Zuverlässigkeit und Interpretation alpiner Toureninformationen aus dem Internet aus. Beispielhaftes Zitat: „... Es gibt zwei große Herausforderungen“, sagt der Sprecher der Bergwacht, Roland Ampenberger: „Verifizierung der Informationen und diese Informationen auf das eigene Vorhaben zu übertragen und die eigenen Fähigkeiten anzupassen. ...“